# Robert Payne
Robert Payne (1596-1651) fue un clérigo y académico inglés, conocido también por sus experimentos y su filosofía natural. Relacionado con la Academia Welbeck de William Cavendish, trabó también amistad con Thomas Hobbes.

## Vida
Payne se educó en Abingdon y fue a la escuela de gramática John Roysse. Matriculado en estudios bíblicos en Oxford en 1611,  se graduó en 1614. Sea un contemporáneo como estudiantil de William Backhouse, quién más tarde le mostró amistad al final de la primera guerra civil inglesa. En 1624 devenga el segundo Socio de Pembroke Universidad. se ponga envía tan candidato para Gresham Profesor de Astronomía en 1626.
En 1630 Payne introdujo el Cavendish órbita con su nombramiento cuando rector de Tormarton por el Conde de Newcastle. Una correspondencia matemática con Charles Cavendish le dirigió fuera de academia. Esté apechugado con tan capellán, por abril 1632, en Welbeck Abadía, donde suponga funciones múltiples en la casa. Este periodo de su vida, de qué su notability como una figura intelectual surge, estuvo cortado corto en 1638. En aquel punto Newcastle apechugó con responsabilidad para la #crianza del Príncipe de Gales.
Pyle Entonces regresado a Oxford, como canon de Cristo Iglesia. Esté creado D.D. En 1642, y estuvo privado de su viviendo en 1646. En este periodo Payne hizo qué pueda para circular las ideas y manuscritos de Hobbes en Oxford, y para reducir la hostilidad de Gilbert Sheldon. El Parlamentario visitation de Oxford en 1648 vio Payne privado de su posición universitaria. Acabe su vida con familiar, en Abingdon.

## Trabajos
Payne No fue un autor publicado: su trabajo significativo quedó en manuscrito. Emprenda algunos experimentos químicos con Newcastle en el @1630s. Tan informado más tarde por Newcastle, uno implicó lapis prunellae (una mezcla aquí de salitre y azufre), como forma de interior firework.
Tradujo un trabajo de Galileo, Della scienza mecanica, de italiano a inglés en 1636, de una copia de manuscrito. El año anterior haya también tradujo la segunda mitad de Della misura dell'acque correnti de Benedetto Castelli, un trabajo en mecánicas de fluidos. Los manuscritos originales estuvieron obtenidos de Marin Mersenne, y el trabajo era para Charles Cavendish.